# 다자구

다자 구의 위치

다자구(한국어: 대갑구, 중국어: 大甲區, 병음: Dàjiǎ Qū)는 대만 타이중시의 시할구이다. 넓이는 58.5192km2이고, 인구는 2015년 8월 기준으로 77,737명이다.

## 지리
다자 구는 대만 중부의 연안 지역, 타이중시의 북서부, 다자시(大甲渓) 하류의 북안에 위치하고 있다. 동쪽은 와이푸구와, 서쪽은 대만 해협 및 다안구와, 남쪽은 다자시를 사이에 두고 칭수이 구와, 북쪽은 먀오리현 위안리진과 접하고 있다. 남북은 약 8.34km, 동서는 약 9.07km이다. 구내에는 다자시와 다안시(大安渓)가 남부 및 중부를 흐르고 있다.
기후는 아열대 기후에 속하고, 연평균 기온은 24°C전후, 지리 조건과 계절풍의 영향을 받기 때문에, 봄은 한기와 난기가 충돌해 비가 많고, 여름은 남서 계절풍의 영향으로 산간부에서 대량의 비가 내리며, 태풍의 영향을 받아 매우 습도가 높고 강우량이 많다. 5월 ~ 8월까지의 강수량은 평균 200mm이상이며, 연 강수량의 2/3를 차지한다. 가을이 되면 9월 하순부터 2월까지, 북동 계절풍의 영향을 받아 건조하고, 또 강풍에 휩쓸리는 경우도 자주 있다. 그 때문에 연안에는 강풍을 피하기 위한 방풍림이 펼쳐져 있다.

## 교통
- 타이완 철로관리국 해안선
- 국도 3호선